# Magazin
Magazin é uma banda pop croata originária da cidade de Split. 
Foi fundada nos anos 1970 com o nome Dalmatinski magazin ("Revista dalmata", em croata), a banda rapidamente começou a salientar-se no seio de festivais locais de música popular com canções influenciadas pelas música folk. O aumento da sua popularidade continuou na década de 1980 com uma série de vitórias em vários festivais musicais.
O zénite da banda foi alcançado quando Ljiljana Nikolovska era a líder da banda. Ela e o cantautor Tonči Huljić começaram a iniciar elementos da música folk de outros países europeus nas suas canções, muitas vezes foram criticados por promoveram a turbo folk na Croácia. Isto não interessou aos fãs da banda, tornando-se na mais popular banda croata.
A banda representou a Croácia no Festival Eurovisão da Canção 1995 com o tema "Nostalgija".

## Discografia
- Slatko stanje (1982)
- Kokolo (1983)
- O, la, la (1984)
- Piši mi (1985)
- Put putujem (1986)
- Magazin (1987)
- Besane noći (1988)
- Dobro jutro (1989)
- Da mi te zaljubit u mene (1991)
- Došlo vrijeme (1993)
- Najbolje godine (1993)
- Simpatija (1994)
- Nebo boje moje ljubavi (1996)
- Da si ti ja (1998)
- Minus i plus (2000)
- S druge strane mjeseca (2002)
- Paaa..? (2004)
- Dama i car (2007)
- Bossa n' Magazin (2008)